# パラレル東京
『パラレル東京』（パラレルとうきょう）は、NHKの「災害列島 生きるスキル」キャンペーンで編成されたNHKスペシャルシリーズ『体感 首都直下地震ウイーク』内で、NHK総合テレビで2019年12月2日から12月5日の4夜連続で22:00 - 23:00（2日のみ19:30 - 20:42 いずれもJST）に放送されたテレビドラマである。
もう一つの架空の東京「パラレル東京」で12月2日16時4分にマグニチュード7.3の首都直下地震が発生したとの想定で、地震発生から4日間（96時間）における架空のテレビ局のニュースチームの闘いを、内閣府公表の被害想定に最新研究を加えて映像化した被災した首都・東京のVFX映像を交えてほぼリアルタイムで描く。約30分のドラマに続き、生放送のスタジオよりナビゲーターの井ノ原快彦とゲストが「パラレル東京」内で発生したさまざまな事象について解説する。
主演は小芝風花。ドラマパートの収録は2019年9月から10月にかけて行われた。
このドラマでは、東京都内に、マグニチュード7.3クラスの巨大地震が発生した場合に、都心の生活にどのような影響を及ぼすかを、コンピュータグラフィックスなどを駆使して再現するとともに、その地震を報道する放送局の新人アナウンサーの奮闘を描いたものである。
8日連続で放送した『体感 首都直下地震ウイーク』だが、中でも『パラレル東京』の放送された4日間は多くの人が注目した。視聴データでも、ドキュメンタリー中心のNHKスペシャルより、明らかに効果が出ていたことが確認できるとのこと。
2021年3月22日（月曜）22:00 - 23:15には『体感再び 首都直下地震』と題した再編集版が放送された。

## あらすじ

### DAY1（2019年12月2日） 地震発生　〜あなたを襲う震度７の衝撃〜
もうひとつの東京「パラレル東京」では、2019年12月2日16時4分、東京23区を震源（深さは言及がなく不明）とするマグニチュード7.3・最大震度7の直下型地震が発生。大混乱の「NNJテレビ」の報道ニュースセンターには、各地のビル・家屋倒壊などの被害情報が続々と寄せられる。『池上瑤子NIGHT NEWS』メインキャスターの池上瑤子が取材先で消息を絶ち、スポーツコーナー担当のサブキャスターで入局4年目のアナウンサー・倉石美香は同期入局の記者・斎藤光一に背を押され、編集長の江口繁之に「自分を使ってほしい」と願い出る。
本番が始まり、美香は広域の停電や同時多発する大規模火災、土砂崩れに伴う電車の脱線など、被害状況を次々に伝えていく。杉並区の火災現場からの中継に切り替わる直前、江口の制止に反して現場取材に出ていた斎藤がカメラマンとともに火災の爆発に巻き込まれる。江口は上司のシニアマネージャー・高取恵から中継指示を出した責任を厳しく追及され、美香は平静を取り戻して被害状況を伝え続ける。ネットウォッチ班がネット上で得た情報から、丸の内や渋谷センター街で大勢の人が折り重なるように倒れ圧死する「群衆雪崩」が発生していることが判明。美香は帰宅を控えて安全な場所に留まるように注意喚起を行う一方で、本番前に渋谷にいた妹・倉石有紀に急いで家に帰るよう伝えてしまっていたことに動揺する。一方、池上は六本木のビルの倒壊に遭い未だ無事が確認できず、美香の同期で火災現場から中継をする予定だった記者の斎藤光一は文京区で爆発に巻き込まれてしまう。
さらに東京都心では、大勢の人が折り重なるように倒れる「群集雪崩」のほか、大規模火災や車両の脱線が相次ぎ、壊滅的な状況に陥る。
江口は「結局俺たち誰も、こうなった日のことを本気で考えてなかったってことさ」「何が起きてるのか、君たちはまだ何一つ分かっちゃいないんだよ」と自嘲気味に言うのだった。

### DAY2（2019年12月3日） 被害拡大　〜多発する未知の脅威〜
地震から一夜が明け、発生から30時間弱が経過した「パラレル東京」。美香は深刻な被害状況を刻々と伝えていく。東京、埼玉、千葉、神奈川で壊滅的な被害が発生し、1,200人以上の死者が確認され、20,000人を上回る死者が予想される。猛威を奮う同時多発火災は未だ鎮火せず、火が竜巻のように渦を巻く「火災旋風」が世田谷区など各地の100箇所以上で発生し、確認されただけで500人以上の死者が発生している。大田区池上の避難場所では「火災旋風が来る」というSNS上の誤情報によるデマによってパニックが起こり、慌てた避難民が将棋倒しになっておよそ50人が亡くなる二次的被害も発生する。
報道ニュースセンターでは、一部倒壊した東京湾岸の化学薬品工場で異臭が発生し「有毒ガス発生」としてネット上で拡散されていることにネットウォッチ班が着目。致死性の硫化水素が漏れている可能性があることから、近隣に避難を呼びかけるべきかどうかを巡って、賛成派の『池上瑤子NIGHT NEWS』副編集長・大森忠夫、デスクの山田春彦と、反対派の江口らが紛糾する。デマ拡散を恐れた江口が未確認情報をもとに避難を呼びかけることを躊躇する間に、東京消防庁の記者クラブから化学薬品工場爆発の緊急連絡が入る。
倒壊した建物内に約50,000人が閉じ込められ救助の手が届かない状況の中、美香は高取の意向に従って、倒壊した渋谷区のビル内に閉じ込められ救助を待つ女子高生・島村由紀と放送中に携帯電話でやり取りをすることになる。既読がつかず音信不通となっている妹・有紀とはからずも同名の由紀に美香は強いシンパシーを感じて「今、消防と警察に由紀さんの救助を呼びかけています」「必ず助けは来るはずですから」と励ましの言葉を投げかけるが、特定の1人の救助を呼びかけたことでNNJテレビはさらなる救助要請やネット上での批判にさらされる。
本番後、美香は「うちら、一体何やってんだろ」と途方に暮れるが、その時由紀から携帯電話で着信があった。由紀は「『（美香が）諦めるな』って言ってくれたから、いいんだよね、諦めなくても」と言い、少し元気を取り戻したようだった。しかしその時「広域通信ダウン」が発生し、由希との電話も、首都圏のすべての通信も途絶えてしまう。

### DAY3（2019年12月4日） 新たな危機　〜命の瀬戸際 新たな危機〜
作中での最大余震である、最大震度6強の地震が発生する。

## ドラマ登場人物

### 『池上瑤子NIGHT NEWS』メンバー
倉石美香〈26〉
演 - 小芝風花
NNJテレビアナウンサー。入局4年目。夜のニュース番組『池上瑤子NIGHT NEWS』のサブキャスターで、スポーツコーナー担当。池上のバックアップ。DAY4では江口が倒れる直前に残した言葉「気を抜くな、現場を見ろ、ここは被災地だ」を胸に高取に反旗を翻し、江戸川沿岸の住民に対する避難呼びかけを行なう（ニュースセンターも倉石に味方する）。
江口繁之
演 - 高橋克典
『池上瑤子NIGHT NEWS』の編集長。DAY3では過労とストレスによる軽度の心臓発作で急に倒れてしまう。
大森忠夫
演 - 小市慢太郎
『池上瑤子NIGHT NEWS』の副編集長。
山田春彦
演 - 伊藤淳史
『池上瑤子NIGHT NEWS』のデスク。
大塚ミサオ
演 - 勝矢
『池上瑤子NIGHT NEWS』の番組メイク。
池上瑤子
演 - 藤原紀香（公式サイト上のみのカメオ出演）
NNJテレビの看板キャスター。『池上瑤子NIGHT NEWS』のメインキャスター。首相官邸を取材中に被災し、NNJに向かう途中でビルの倒壊に巻き込まれ行方不明。

### NNJテレビ社員
斎藤光一
演 - 町田啓太
NNJテレビの記者。美香の同期。DAY1で現場取材中に爆発に巻き込まれ殉職する。
田所陽平
演 - 篠原悠伸
NNJネットウォッチ班リーダー。
種田くるみ
演 - 濱田マリ
NNJテレビ総務部社員。
高取恵
演 - 室井滋
NNJテレビシニア・マネージャー。江口の上司。報道ニュースセンター全体の責任者。災害報道より首相視察の中継を優先させようとする典型的管理職。
小池卓也
演 - 前川泰之
NNJテレビの記者。
高野友美
演 - 高見こころ
NNJテレビの記者。
近藤冴子
演 - 今藤洋子
NNJテレビの記者。
蜂村
演 - 長田成哉
NNJテレビの記者。

### 政府
佐久間徹
演 - 松尾貴史
内閣官房長官。
松下恒三
演 - 麿赤兒
内閣総理大臣。

### その他
真木英輔
演 - 村田雄浩
元ハイパーレスキュー隊隊長。
倉石有紀
演 - まつおはるか（スマホ画面上のみのカメオ出演）
大学生。美香の妹。地震当日、渋谷に行っていたが、美香と連絡が取れなくなる。
島村由紀〈17〉
演 - 吉田美佳子
津久美女子大学附属高校2年生。地震に伴い発生した渋谷区のビル倒壊に巻き込まれ、DAY2に生放送で美香と電話を繋ぐ。
ビル倒壊に巻き込まれて絶望していたが美香の励ましで希望を持つ。しかし、レスキューが助けに来たもののDAY3の最後で余震によって彼女の上のビルがレスキューも巻き込んで崩壊してしまう。

## スタジオ出演者

### ナビゲーター
- 井ノ原快彦
- 小野文惠

### ゲスト
- テリー伊藤
- 北斗晶
- 新川優愛
- 中林一樹（首都大学東京名誉教授）

### リポーター
- 赤松俊理

## スタッフ
- 作 - 成瀬活雄[2]
- プロデューサー - せんのともつぐ
- 特技演出 - 田口清隆[14]
- アナウンス技術指導 - 中川緑
- 演出 - 石塚嘉[2]
- 制作統括 - 松岡大介、井手真也、日置一太[2]
- 制作・著作 - NHK

## 放送日程
| 放送回 | 放送日  | サブタイトル                          |
| ------ | ------- | ------------------------------------- |
| DAY1   | 12月2日 | 地震発生 〜あなたを襲う震度７の衝撃〜 |
| DAY2   | 12月3日 | 被害拡大 〜多発する未知の脅威〜       |
| DAY3   | 12月4日 | 新たな危機 〜命の瀬戸際 新たな危機〜  |
| DAY4   | 12月5日 | 想定外の事態 〜危機を生き抜くために〜 |

## 作品の評価
「体感 首都直下地震」プロジェクトとして以下の賞を受賞した。
- イタリア賞（2020年、ウェブ・インタラクティブ部門）[15][16][17]
- ABU最優秀賞（2020年、ニューメディア・デジタルコンテンツ賞部門）[18][19][20]